# Mads Freundlich
Mads Freundlich, né le 25 mars 2003 à Aars au Danemark, est un footballeur danois qui évolue au poste de milieu central au Silkeborg IF.

## Biographie

### En club
Né à Aars au Danemark, Mads Freundlich commence le football avec le club de sa ville natale, le Aars IK avant de rejoindre en 2012 le Aalborg BK, où il fait une partie de sa formation. Il rejoint Hobro IK à l'été 2019, intégrant l'équipe des moins de 16 ans du club. Il joue son premier match en professionnel le 2 septembre 2020, lors d'une rencontre de coupe du Danemark, face au IF Lyseng. Il entre en jeu et son équipe s'impose par sept buts à zéro
Après avoir joué ans les différentes catégories de jeunes et en senior il signe un premier contrat professionnel le 30 janvier 2022, valable jusqu'à l'été 2024.
Il marque sonpremier but en professionnel, le 19 octobre 2022, à l'occasion d'une rencontre de coupe du Danemark, contre le FC Copenhague. Titulaire, il est buteur au bout de cinq minutes de jeu mais son équipe est finalement battue après une séance de tirs au but.
Le 16 juillet 2024, Mads Freundlich rejoint le Silkeborg IF. Il signe un contrat de cinq ans, soit jusqu'en juin 2025.
C'est avec ce club qu'il fait ses débuts en Superligaen, la première division danoise, jouant son premier match pour Silkeborg dans cette compétition, le 21 juillet 2024, à l'occasion de la première journée de la saison 2024-2025, face à SønderjyskE. Il entre en jeu à la place de Tonni Adamsen lors de cette rencontre remportée par son équipe (1-0 score final).